# Risoluzione laterale
Nell'analisi delle superfici si definisce risoluzione laterale la dimensione minima del diametro di superficie analizzabile (il "punto" si immagina circolare). Più piccolo è il valore della risoluzione, più si dice che la risoluzione è alta.
Ad esempio risoluzione laterale di 0,1 µm significa che il punto più piccolo analizzabile ha un diametro di 0,1 µm.
La risoluzione laterale riveste grande importanza anche nelle mappature (imaging) delle superfici: una tecnica darà mappe di composizione più dettagliate maggiore sarà la sua risoluzione laterale.